# Cappadocische Vaders
De Cappadocische (kerk)vaders zijn:
- Basilius van Caesarea

In het rood de Romeinse provincie Cappadocia, in Anatolië (Turkije) gelegen.

- Gregorius van Nyssa, zijn jongere broer
- Gregorius van Nazianze, vriend van de beide broers.

Zij leefden in de 4e eeuw in het Romeinse Rijk, meer bepaald in wat vandaag Turkije is. Deze drie kerkvaders uit Cappadocië hebben de theologische basis gelegd over de Goddelijke Drie-Eenheid, na het eerste Concilie van Nicea (325), voor christelijke kerken zowel in het oosten als het westen.
Er wordt wel gesuggereerd dat er eigenlijk vier Cappadocische vaders waren. Hierbij wordt dan de oudste zus van Basilius en Gregorius toegevoegd: de heilige Macrina de Jongere (327-390). Zij had een belangrijke invloed op de christelijke opvoeding van haar broers.

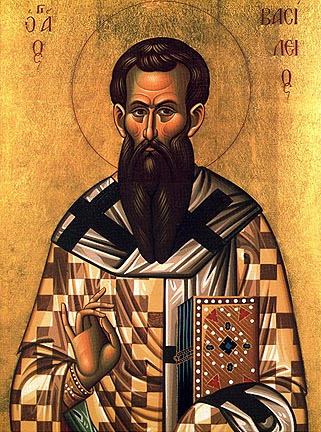
Basilius van Caesarea (vandaag Turkse Kayseri) in Cappadocië
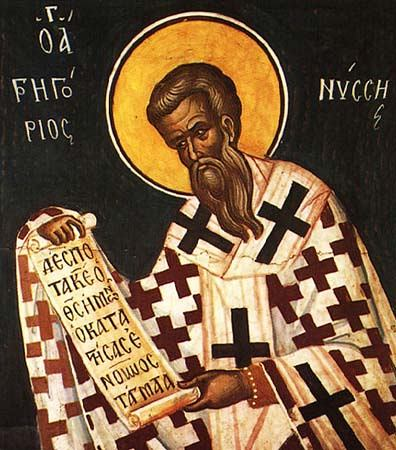
Gregorius van Nyssa (vandaag Turkse Nevşehir) in Cappadocië
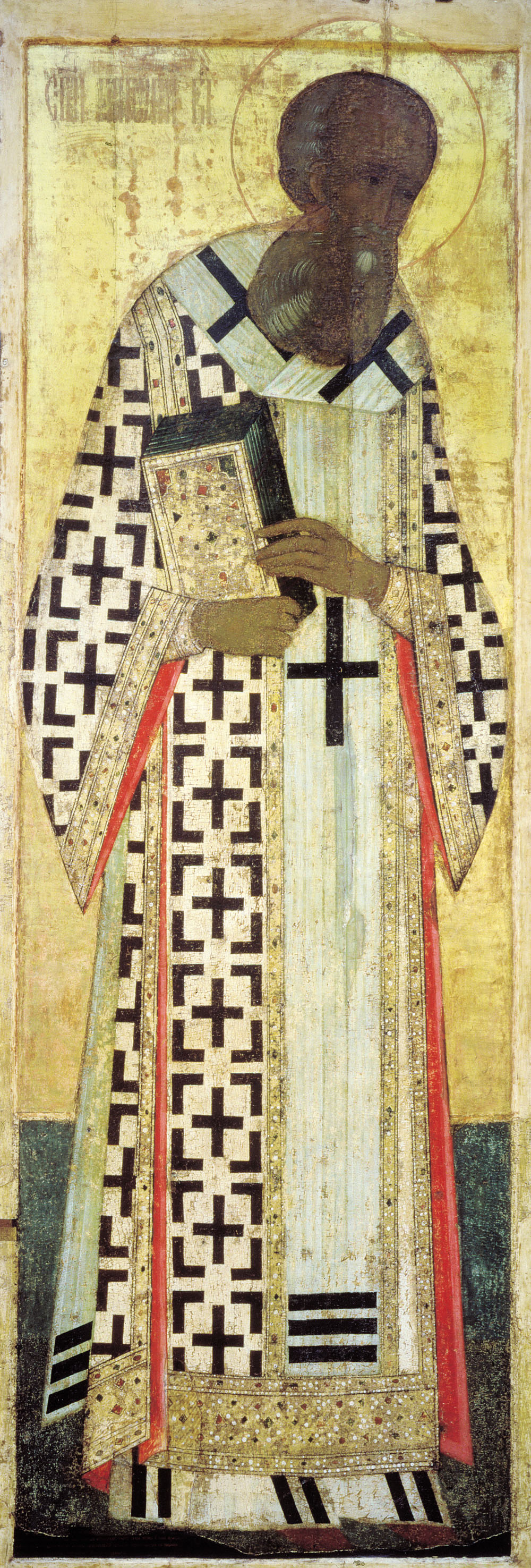
Gregorius van Nazianze (vandaag Turkse Bekarlar in provincie Aksaray) in Cappadocië